# Dolmen de Santa Cruz
El Dolmen de Santa Cruz está situado en la vega de Contranquil, en las confluencias de los ríos Güeña y Sella, en la localidad asturiana de Cangas de Onís.

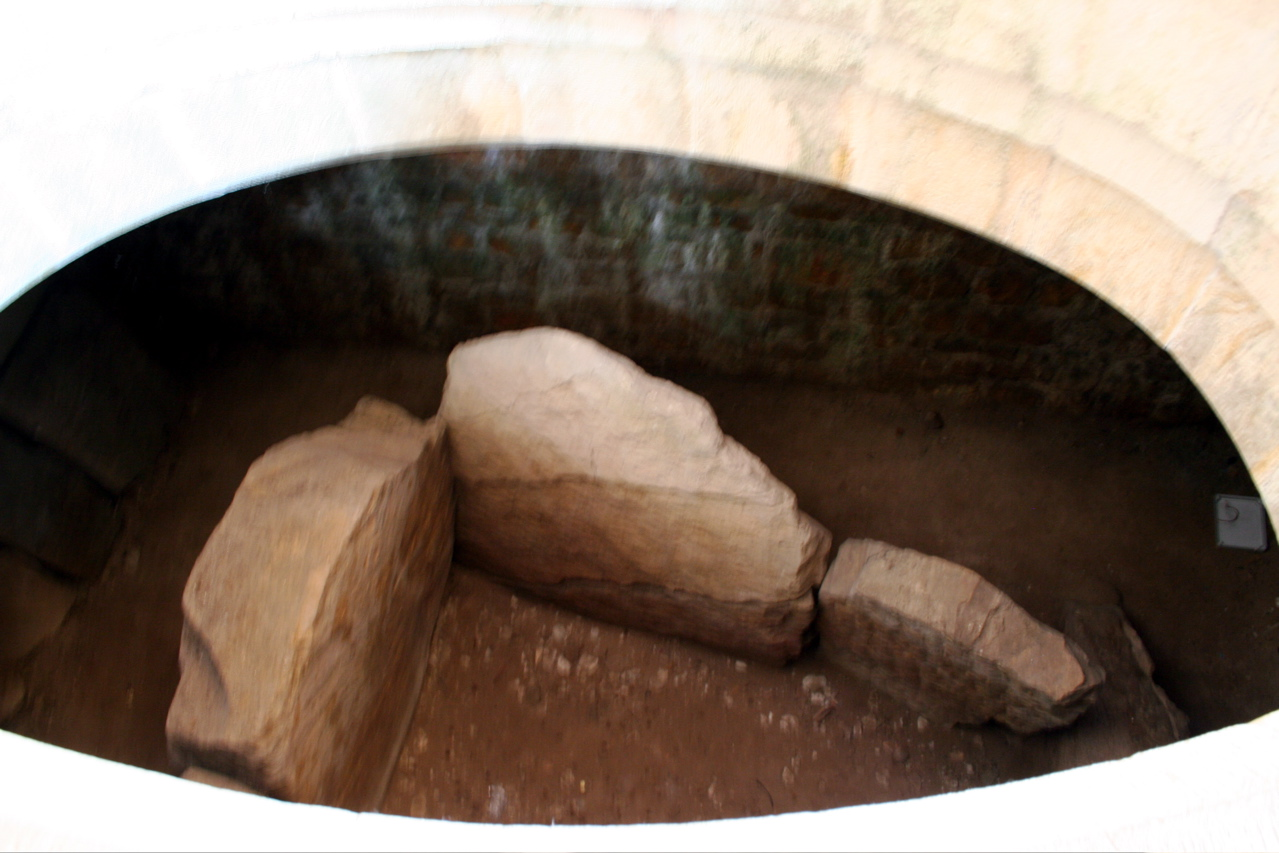
Imagen del dolmen.

## Dolmen
El dolmen data de aproximadamente el año 3000 a. C., y está situado bajo la iglesia, en un montículo artificial que deja ver la cámara en la que se guarda el dolmen. La cámara tiene una altura de más de tres metros y está construido con la arena y los cantos rodados extraídos de los ríos cercanos. Tiene una forma poligonal, con una apertura orientada hacia el este para su ingreso. Dentro de la cámara podemos encontrar cinco grandes losas o lajas y otras dos de menor tamaño. La mayor de estas lajas es la que forma el cabecero del sepulcro, esta laja rectangular tiene una altura de 2.25 metros y está labrada. El resto de las lajas, de menor tamaño están menos decoradas que el cabecero. 
Toda la cámara está adornada por grabados y dibujos en los que el tinte rojo predomina sobre otros colores como el negro, también se encuentran otros modelos de decoración como el picado o piqueteado de la pared y los trazos incisos. La escena final que se debería mostrar en su percepción inicial es la del cabecero profusamente ornamentado que se ve desde fuera por el hueco orientado al este y el resto de la cámara decorado de manera que el cabecero sería la escena central de todo el escenario.
En las excavaciones realizadas en este yacimiento se halló un hacha de fibrolita.
El conjunto fue declarado monumento en 1931.